# Pinghe
För andra betydelser, se Pinghe (olika betydelser).
Pinghe är ett härad inom staden Zhangzhou på prefekturnivå i provinsen Fujian i sydöstra Kina. Det ligger omkring 280 kilometer sydväst om provinshuvudstaden Fuzhou.
Pinghe är indelat i tio köpingar, fem socknar och en administrativ enhet på sockennivå.
Köpingar (zhen):

- Anhou (安厚镇)
- Banzi (坂仔镇)
- Daxi (大溪镇)
- Jiufeng (九峰镇)
- Luxi (芦溪镇)
- Nansheng (南胜镇)
- Shange (山格镇)
- Wenfeng (文峰镇)
- Xiaoxi (小溪镇)
- Xiazhai (霞寨镇)

Socknar (xiang):

- Changle (长乐乡)
- Guoqiang (国强乡)
- Qiling (崎岭乡)
- Wuzhai (五寨乡)
- Xiufeng (秀峰乡)

Område på sockennivå:
- Fujian Pinghe Gongye Yuanqu industripark (福建平和工业园区)